# Мохаммед Амін
Мохаммед Амін (араб. محمد أمين; нар. 29 квітня 1980) — саудівський футболіст, що грав на позиції півзахисника.
Виступав, зокрема, за клуб «Аль-Іттіхад», а також національну збірну Саудівської Аравії.

## Клубна кар'єра
У дорослому футболі дебютував 1999 року виступами за команду клубу «Аль-Іттіхад», в якій провів одинадцять сезонів.
Протягом 2010 року захищав кольори команди клубу «Аль-Хазм».
Завершив професійну ігрову кар'єру у клубі «Аль-Кадісія», за команду якого виступав протягом 2010—2011 років.

## Виступи за збірну
У 2005 році дебютував в офіційних матчах у складі національної збірної Саудівської Аравії. Протягом кар'єри у національній команді, яка тривала усього 2 роки, провів у формі головної команди країни 18 матчів, забивши 3 голи.
У складі збірної був учасником чемпіонату світу 2006 року у Німеччині.

## Титули і досягнення
- Переможець Ісламських ігор солідарності: 2005